# Redradna

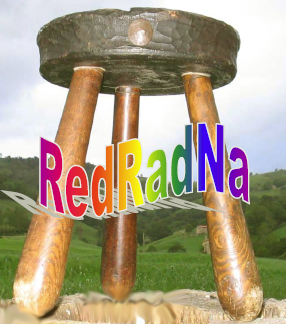
Símbolo de la primera reunión de la RedRadNA. Banco pasiego típico de Cantabria.

La RedRadNa es la primera red de investigación o comunidad de investigadores creada en España para ocuparse de los aspectos relacionados con la radiactividad natural.
Fue creada el año 2007 con el objetivo primordial de la creación de una Red para acciones de intercambio de conocimiento y transferencia sobre la Radiactividad Natural entre Organizaciones de I+D+i y usuarios finales, estructurando y dinamizando dichas acciones tanto a nivel nacional como europeo. Inicialmente contó con 13 grupos que inmediatamente tras la primera reunión celebrada en Santander se incrementó hasta los 25 grupos de investigación que la forman actualmente.

## Historia
Debido a que la radiactividad natural es la que más contribuye a la dosis de radiación que reciben las personas (seguida por las aplicaciones médicas), existen muchos grupos de científicos que estudian sus distintas componentes. En España se planteó crear un mecanismo mediante el cual todos los grupos de investigadores que se ocupan de estos temas, y estuvieran interesados, pudieran intercambiar las conclusiones y avances de sus trabajos.
- Del 4 al 6 de junio de 2007 se celebra en Santander la primera reunión oficial de la Redradna.

- Del 19 al 21 de noviembre de 2008 se celebró en Huelva la segunda reunión de la Redradna.[2]

## Objetivos
En la primera reunión oficial de la Red, se fijaron los objetivos básicos que esta comunidad tendría. Estos son:
| 1. | Integración en la red de grupos de investigación en el campo de la radiactividad natural. |
| 2. | Identificación e integración de potenciales usuarios finales y sus demandas y/o necesidades. |
| 3. | Creación de una base de datos en relación con I+D+i que incluya aspectos relacionados con Proyectos, Resultados, Metodología e Instrumentación.                                                                                  |
| 4. | Desarrollo de una masa crítica de investigadores en el campo para de manera coordinada poder acceder a proyectos de I+D+i tanto a nivel nacional (Plan Nacional) como europeo (7 th Framework Programme for Community Research). |
| 5. | Intercambio de experiencia docente e investigadora. |
| 6. | Difusión de información y conocimiento sobre la radiactividad natural. |

## Miembros
Aunque recién nacida, la Red se integró desde sus inicios por 21 grupos de investigación que suponen al menos el doble de investigadores, miembros de la comunidad científica de España. Sin embargo, la red está abierta a la entrada de todos los organismos que lo soliciten. Los miembros que formaron inicialmente la Red son:
| Organismo                                 | Grupo                                 | Número de investigadores que componen el grupo |
| Universidad de Cantabria                  | Radón – Física Médica                 |                                                |
| Universidad de Santiago de Compostela     | Epidemiología Radon                   |                                                |
| Instituto de Salud Carlos III             | Servicio de Radioprotección           |                                                |
| Universidad Politécnica de Cataluña       | INTE                                  |                                                |
| Universidad de Sevilla                    |                                       |                                                |
| Universidad de Extremadura (Badajoz)      |                                       |                                                |
| Universidad de Santiago de Compostela     | Lab. de Análisis de Radiaciones (LAR) |                                                |
| Universidad de Valladolid                 | LIBRA                                 |                                                |
| Universidad Autónoma de Barcelona         | Física de las Radiaciones             |                                                |
| CIEMAT                                    | Medio Ambiente                        |                                                |
| Universidad de Valencia                   |                                       |                                                |
| Universidad de Extremadura (Cáceres)      | Lab. Radiactividad Ambiental          |                                                |
| Universidad de Huelva                     | Física Radiaciones y M. Ambiente      |                                                |
| Universidad Politécnica de Valencia       |                                       |                                                |
| CSN                                       |                                       |                                                |
| CSIC                                      | IETCC                                 |                                                |
| Universidad Politécnica de Madrid         | E.T.S.I. Minas                        |                                                |
| Universidad de Salamanca                  |                                       |                                                |
| Universidad de Las Palmas de Gran Canaria | GIRMA                                 |                                                |
| Universidad de La Laguna                  | Inst. Astrofísica Canarias            |                                                |
| LABEIN                                    |                                       |                                                |

## Prevención y corrección de Radón en viviendas
- Armonización y calidad en las medidas del Radón. Presentado a modo de propuesta en la segunda reunión de la red.